# Kamenica (gmina Gornji Milanovac)
Kamenica (cyr. Каменица) – wieś w Serbii, w okręgu morawickim, w gminie Gornji Milanovac. W 2011 roku liczyła 35 mieszkańców.